# Deutsche Volkspartei
Die Deutsche Volkspartei (DVP) war eine nationalliberale Partei der Weimarer Republik, die 1918 die Nachfolge der Nationalliberalen Partei antrat. Neben der linksliberalen Deutschen Demokratischen Partei (DDP) repräsentierte sie den politischen Liberalismus zwischen 1918 und 1933.
Bekannte Politiker sind der Gründungsvorsitzende und spätere Reichskanzler und Außenminister Gustav Stresemann; der Jurist und Industrielle Jakob Riesser, Mitgründer der Partei; der Verwaltungsrechtler Ernst von Richter, der Finanzminister während der Hyperinflation im Freistaat Preußen war; Julius Curtius, der als Wirtschafts- und Außenminister amtierte; Rudolf Heinze, der als Justizminister und Vizekanzler amtierte; Hans von Raumer, der als Reichsschatzminister und Reichswirtschaftsminister amtierte; Otto Boelitz, der spätere Gründer der CDU in Westfalen, sowie Gerhard Graf von Kanitz, der Mitglied des Preußischen Landtages und vorher parteilos Reichsminister für Ernährung und Landwirtschaft gewesen war. Bis auf die Kabinette Wirth I und Wirth II (1921/1922) war die DVP von 1920 bis 1931 in allen Weimarer Reichsregierungen vertreten.

## Geschichte

### Gründung
Nach dem Ende des Ersten Weltkrieges und des Kaiserreichs blieb das Parteiensystem in Deutschland mehr oder weniger bestehen. Das lag daran, dass die „sozialmoralischen“ Milieus (Gruppen mit gemeinsamer Religion, Sozialstatus, Kultur usw.) fortdauerten. In der politischen Mitte bestanden sowohl in der Nationalliberalen Partei als auch in der Fortschrittlichen Volkspartei starke Bestrebungen, die historische Spaltung zwischen „Demokraten“ und „Liberalen“ zu überwinden und eine große bürgerlich-demokratische Partei zu bilden. Hjalmar Schacht, Alfred Weber und Theodor Wolff waren treibende Kräfte.
Zu Beginn der Novemberrevolution sprachen auch die Parteiführer Gustav Stresemann (Nationalliberale) und Otto Fischbeck (Fortschrittliche) über derartige Möglichkeiten. Am 15. November 1918 begannen Verhandlungen zwischen beiden Parteien und noch am selben Tage einigte man sich auf ein Programm, das den Nationalliberalen erhebliche Zugeständnisse abverlangte, so ein Bekenntnis zur Republik als zukünftiger Staatsform. Am 16. November wurde von Vertretern beider Parteien ein Aufruf zur Bildung einer Deutschen Demokratischen Partei veröffentlicht. Erstmals schien es möglich, die bürgerlich-nichtkonfessionellen Kräfte in Deutschland zu vereinen. Als Stresemann bei Alfred Weber anfragte, ob er in den Vorstand der neuen Partei aufgenommen werden könne, äußerte dieser Bedenken, weil Stresemann als Annexionspolitiker bekannt geworden sei; gegen seine Mitarbeit und eine Kandidatur zur Weimarer Nationalversammlung sei jedoch nichts einzuwenden.
Die weiteren Verhandlungen über die Fusion am 18. und 19. November 1918 scheiterten schließlich an der Personalie Stresemann; die Masse der nationalliberalen Vorstandsmitglieder war nicht bereit, ihren politischen Kopf und begabtesten Rhetoriker fallen zu lassen. Daraufhin verfasste Stresemann am 20. November gemeinsam mit Robert Friedberg, Paul Vogel und Otto Hugo einen Aufruf zur Bildung der Deutschen Volkspartei, die sich schließlich am 22. November 1918 vorläufig und am 15. Dezember 1918 endgültig durch Beschluss des Zentralvorstandes der bisherigen Nationalliberalen Partei gründete. Dabei legte sie Wert darauf, sich nicht als Neugründung zu verstehen, sondern bloß eine Umgründung der bisherigen Nationalliberalen Partei zu sein, so Stresemann auf dem DVP-Reichsparteitag 1926 in Köln. Der Vorstandsbeschluss kam dabei mit 33:28 Stimmen nur knapp zustande. Zwischen beiden Daten lagen weitere Einigungsversuche mit der DDP, die jedoch scheiterten. Stresemann blieb bis zu seinem Tod 1929 Parteivorsitzender.

### Aufbau und Konsolidierung

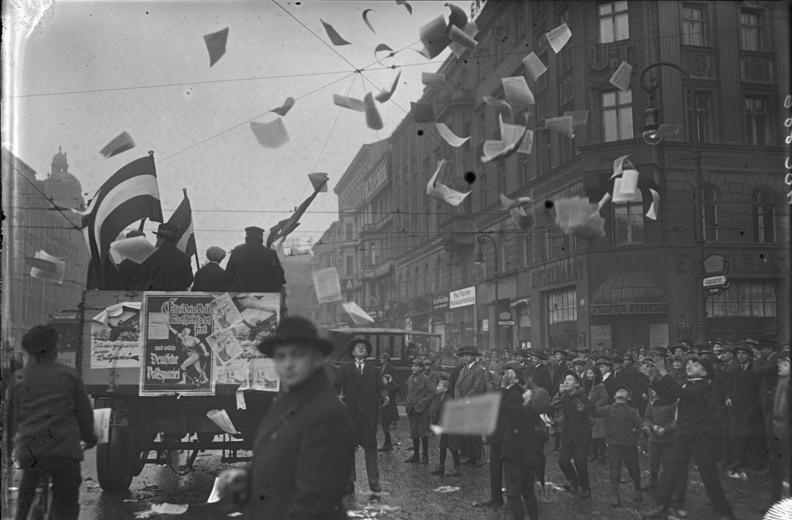
Wahlwerbung der DVP bei der Reichstagswahl im Dezember 1924

Obwohl die DVP zunächst die Weimarer Verfassung ablehnte, war sie von 1920 bis 1931 an fast allen Reichsregierungen beteiligt. Dies lag vor allem in der Rolle Stresemanns begründet: Er war zwar Monarchist, erkannte aber, dass eine Rückkehr zur Monarchie nur über einen Putsch mit anschließendem Bürgerkrieg zu erreichen wäre, einen Weg, den er entschieden ablehnte. So erklärte er auf dem Parteitag in Jena am 13. April 1919 u. a.:

Wir dürfen nicht von einem Blutbad zum anderen schreiten. (…) Der Weg zu innerer Ruhe kann nur gehen auf dem Boden republikanischer Staatsform. Deshalb arbeiten wir an ihr mit.

Zunächst hatte dieser Spagat – Mitarbeit am Aufbau trotz Ablehnung der Republik – Erfolg: Die Volkspartei kritisierte den Versailler Vertrag und die mit ihm verbundenen gewaltigen Belastungen ebenso wie die Steuerpolitik von Matthias Erzberger (Zentrum), die insbesondere den Mittelstand belastete. Im Gegensatz zur Deutschnationalen Volkspartei war sie aber nicht destruktiv gegen die Republik gerichtet, sondern verband ihre Kritik mit systemkonformen Reformvorschlägen. Allerdings spielte die Partei wie ihr Vorsitzender Stresemann während des Kapp-Putsches eine wenig republikfreundliche Rolle: Sie tolerierten den Putsch zunächst offen, stellte sich aber gegen Gewalt. Erst als das Scheitern des Putsches offenkundig war, bemühte man sich um eine Vermittlung zwischen Putschisten und Reichsregierung. Bei der Reichstagswahl 1920 konnte sich die DVP auf 13,9 Prozent der Stimmen verbessern; die Weimarer Koalition aus SPD, Zentrum und DDP hatte ihre zuvor überwältigende Mehrheit aus der Wahl 1919 verloren. Zu der Zeit hatte die DVP rund 800.000 Mitglieder.
Im Juni 1920 beteiligte sich die Volkspartei erstmals an einer Reichsregierung, dem Kabinett Fehrenbach. Nachdem die SPD als maßgebliche Republikgründerin bei der Wahl erhebliche Verluste erlitten und sich trotz ihrer Position als weiterhin stärkste Kraft in die Opposition zurückgezogen hatte, bildeten deren bisherige Koalitionspartner, das katholische Zentrum und die linksliberale DDP, die ebenfalls erheblich Stimmen an rechte Parteien verloren hatten, zusammen mit der DVP eine von der SPD tolerierte Minderheitsregierung. Dies geschah jedoch nur unter der Maßgabe, dass die DVP die Republik schützen würde. Dort stellte sie mit Rudolf Heinze den Justizminister und Vizekanzler, Ernst Scholz wurde Wirtschaftsminister und Hans von Raumer Schatzminister. Stresemann gehörte diesem Kabinett noch nicht an. Bereits im Mai 1921 schied die DVP mit dem Scheitern des Fehrenbachschen Kabinetts wieder aus der Reichsregierung aus, unterstützte aber die Regierungen des Zentrumspolitikers Joseph Wirth, die eine Wiederbelebung der Weimarer Koalition darstellten, von Fall zu Fall im Reichstag. Als im November 1922 das „Kabinett der Wirtschaft“ unter dem parteilosen Wilhelm Cuno gebildet wurde, beteiligte sich auch die DVP mit Rudolf Heinze, der erneut Reichsjustizminister wurde, und Johann Becker (Wirtschaft) wieder an der Regierung. Die Minderheitsregierung (die in der Regierung vertretenen Parteien verfügten nur über 172 der 459 Reichstagssitze) stand von Anfang an unter starkem Druck von rechts und links, zumal auch die politischen Verhältnisse (Ruhrbesetzung und Hyperinflation) ihr das Regieren erschwerten. Nachdem Cunos Regierung im Ruhrkampf zerbrochen war, bildete Stresemann mit SPD, Zentrum und DDP am 13. August 1923 erstmals die berühmte Große Koalition als einzige Reichsregierung unter Führung der Volkspartei. Diese Grundkonstellation sollte die häufigste Regierungszusammensetzung der kurzlebigen Republik werden. Zwar konnte Stresemann nur ein Vierteljahr die Regierung führen, da er ebenfalls aufgrund der Ruhrverhältnisse abgewählt wurde, aber in dieser kurzen Zeit wurden die ersten Schritte zur Konsolidierung der Weimarer Republik eingeleitet. Trotz heftiger Angriffe der oppositionellen DNVP wurden der passive Widerstand gegen die Ruhrbesetzung aufgegeben und die Deutsche Inflation 1914 bis 1923 mit der Einführung der Rentenmark zum 15. November 1923 nachhaltig bekämpft.
Sowohl die Republik als auch die Volkspartei hatten sich konsolidiert. Zwar konnte die DVP das Ergebnis von 1920 nicht halten, errang aber bei den drei Reichstagswahlen zwischen 1924 und 1928 8,7 bis 10,1 Prozent der Stimmen. Trotz der nur kurzen Regierungszeit Stresemanns war die Volkspartei nun endgültig in der Weimarer Republik angekommen und sollte hier eine der tragenden Säulen sein. Stresemann war in den folgenden Kabinetten bis zu seinem Tode stets als Außenminister vertreten. Er setzte sich nachhaltig dafür ein, die außenpolitische Isolierung Deutschlands zu beenden und eine Revision des Versailler Vertrages auf friedlichem Weg zu erreichen. Maßgeblich war seine Mitwirkung unter anderem 1924 beim Zustandekommen des Dawes-Plans oder bei den Verträgen, die während der Locarno-Konferenz 1925 abgeschlossen wurden. Dies trug zur Aufnahme des Deutschen Reiches in den Völkerbund 1926 bei. Gustav Stresemann wurde 1926 zusammen mit seinem französischen Amtskollegen Aristide Briand der Friedensnobelpreis verliehen.
Handelte es sich zunächst um bürgerliche Kabinette, in denen neben der DVP, Zentrum, DDP und Bayerischer Volkspartei zeitweise auch die DNVP vertreten war, so beteiligte sich die Volkspartei von 1928 bis 1930 auch am zweiten Kabinett des Sozialdemokraten Müller. Außenpolitisch war die Partei für eine Verständigung mit den Westmächten und damit für eine typisch republikanische Außenpolitik. Außenminister Stresemann hatte die globalen Veränderungen des 20. Jahrhunderts wie die weltwirtschaftliche Verflechtung erkannt. Nach Stresemanns Tod im Oktober 1929 wurde der bisherige Wirtschaftsminister Julius Curtius dessen Nachfolger im Außenamt und trat fordernder auf. Der Verständigungsrevisionismus von Stresemann, so Andreas Rödder, wich einem Verhandlungsrevisionismus, der allerdings immer noch seine Ziele friedlich verfolgte.

### Niedergang und Ende
Bereits in den 1920er Jahren gab es eine interne Opposition gegen Stresemann, vor allem um den Großindustriellen Hugo Stinnes. Sie strebte eine wesentlich engere Kooperation mit der DNVP an, konnte sich angesichts der Konsolidierung von Partei und Republik aber zunächst nicht durchsetzen. Der frühere Reichswirtschaftsminister Johann Becker zog mit weiteren Vertretern des rechten Flügels, wie dem Unternehmer Albert Vögler, 1924 die Konsequenzen und gründete die Nationalliberale Reichspartei, die sich 1925 der DNVP anschloss. Nach dem Tod Stresemanns im Oktober 1929 wurde Ernst Scholz Parteivorsitzender; die DVP tendierte stärker nach rechts. In Thüringen beteiligte sie sich beispielsweise mit der Baum-Frick-Regierung an der ersten Landesregierung mit NSDAP-Beteiligung. Zwar war die DVP auch noch im ersten Kabinett Brüning vertreten, aber der Abschwung hatte begonnen. Die Reichstagswahl vom 14. September 1930 hatte die DVP auf den niedrigen Stand von 1919 zurückgeworfen. Der gemäßigte Parteichef Scholz, auch gesundheitlich schwer angeschlagen, musste schließlich zurücktreten und im November 1930 den Platz für den Hessen Eduard Dingeldey frei machen. Dieser, ein Vertreter der jüngeren Generation, versuchte zwischen den Parteiflügeln zu vermitteln, um mit einer geeinten DVP den politischen Wiederaufstieg zu schaffen.
Spätestens die Wahlen des Jahres 1932 zeigten allerdings, dass die DVP bezüglich des betonten Nationalbewusstseins die DNVP und die NSDAP nicht ausstechen konnte. Sie sank zur Bedeutungslosigkeit herab, was auch eine Listenverbindung mit der DNVP für die Reichstagswahl im November nicht mehr verhinderte. Im Gegenteil: Viele Vertreter des liberalen Flügels, aber auch ein Großteil der Mitglieder des Deutschnationalen Handlungsgehilfen-Verbandes, die sich aus Ablehnung der Person Alfred Hugenbergs von der DNVP bisher bewusst für die DVP entschieden hatten, verließen die Partei.
Während der stellvertretende DVP-Vorsitzende Otto Hugo bereits im Frühjahr 1933 forderte, die Partei komplett in die NSDAP zu überführen, lehnte Dingeldey dies noch bis zum Juni ab. Erst als die Nationalsozialisten ihm selbst mit persönlichen Folgen gedroht hatten, gab er den vom Reichsvorstand am 27. Juni 1933 gefassten Selbstauflösungsbeschluss am 4. Juli 1933 bekannt.

## Ideelle Grundlagen und Programmatik
Der für das politische Denken in der DVP prägende liberale Volksbegriff speiste sich aus Impulsen der Romantik und des Idealismus. Sie verstand sich dabei – wie die Nationalliberale Partei des Kaiserreichs – vor allem als liberale und weniger als demokratische Partei, was sich darin ausdrückte, dass in ihrer Politik die Freiheit des Einzelnen vor staatlichen Eingriffen wichtiger war als die Durchsetzung von Mehrheitsentscheidungen gegen die Interessen Einzelner. Ihr Menschenbild war durch die Auffassung geprägt, dass der Einzelne, der sich durch selbst erworbene Bildung und Besitz qualifiziert, besser weiß, was für ihn und damit für die Gesellschaft als Summe aller Individuen wichtig ist, als die rein quantitative Masse. Auf der anderen Seite forderte sie die geistigen und wirtschaftlichen Eliten auf, ihr Handeln an moralischen Maßstäben messen zu lassen und sich aus Verantwortung für die Gesellschaft in deren Dienst zu stellen.
Nur aus diesen Grundsätzen lässt sich begreifen, weshalb die DVP, die als Anhängerin einer aufgeklärten konstitutionellen Monarchie die Weimarer Reichsverfassung abgelehnt hatte, sich spätestens nach dem Scheitern des Kapp-Putsches vollständig auf die Seite der Republik stellte. Stresemann verdeutlichte dies in einer Rede am 25. Oktober 1923, in der er als damaliger Reichskanzler angesichts der Hyperinflation und des Ruhrkampfes ausführte:

„In dieser Not der Gegenwart nenne ich national denjenigen, der, wenn der Karren im Dreck sitzt, die Hand anlegt, um ihn herauszuziehen, aber nicht denjenigen, der daneben steht und sagt: ‚Es hilft ja doch nichts, und ihr seid nicht die rechten Männer, es zu tun.“

## Mitglieder und Repräsentanten
Die DVP verstand sich als „Partei von Besitz und Bildung“. Innerhalb der DVP besaß der großgewerblich-industrielle Interessenblock ein erdrückendes Übergewicht. Sie trug sich Bezeichnungen wie „Geldsackpartei“ oder „Partei der Schlotbarone“ ein. Die Mitglieder und Repräsentanten der DVP, vor allem engagierte, prinzipienorientierte Gelehrte und Beamte, zählten zur gesellschaftlichen Mittel- und Oberschicht. Sie repräsentierten das wohlhabende Bildungsbürgertum, das sich schon im Kaiserreich in der Nationalliberalen Partei zusammengefunden hatte. So gehörten mit Alexander Graf zu Dohna und Wilhelm Kahl zwei bekannte Professoren der DVP-Fraktion in der Nationalversammlung an. Seit 1922 gab es mit dem Reichsausschuss der Hochschulgruppen der Deutschen Volkspartei einen parteinahen Studentenverband, dessen Einfluss in der mehrheitlich rechtsgerichteten Studentenschaft allerdings vergleichsweise gering blieb.

## Wahlergebnisse und strukturelle Verteilung

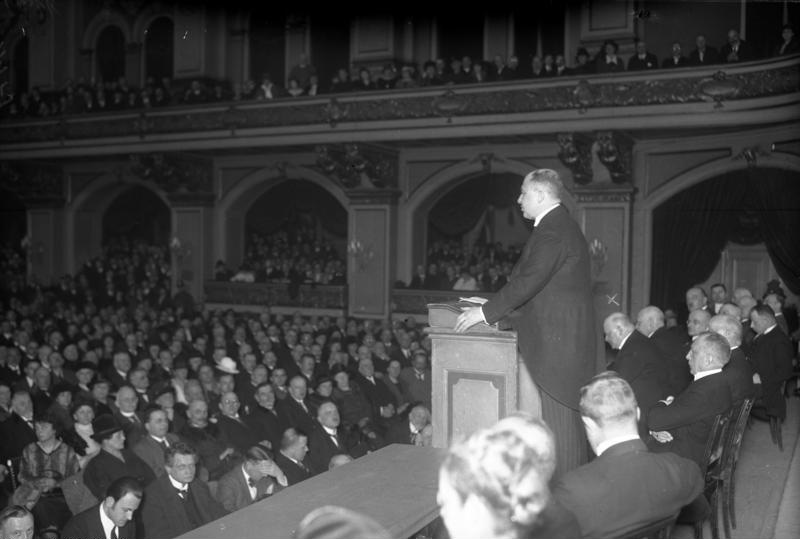
Reichspräsidentenkandidat Karl Jarres hält seine erste Wahlrede am 18. März 1925 in der Berliner Philharmonie.

Die DVP hatte ihre Wählerbasis überwiegend in den Groß- und Mittelstädten: So konnte sie bei den Reichstagswahlen 1920 in Städten mit mehr als 10.000 Einwohnern im Durchschnitt 13,2 Prozent der Stimmen erringen, während sie in kleinen Gemeinden unter 2000 Einwohnern lediglich 7,2 Prozent der Stimmen erhielt.
In konfessioneller Hinsicht war die DVP eine vorwiegend protestantische Partei. In Gebieten mit sehr hohem Anteil römisch-katholischer Wähler blieb der Stimmenanteil der DVP stets weit hinter dem Reichsdurchschnitt zurück. Je geringer der Katholikenanteil war, desto größer war hingegen der Prozentsatz an DVP-Stimmen.
Die Wählerstruktur der DVP ähnelte damit der früheren Nationalliberalen Partei in der Verteilung nach Konfession und Urbanität.
Im Einzelnen erzielte die DVP bei den Reichstagswahlen folgende Ergebnisse:
| 19. Januar 1919    | 04,4 % | 19 Sitze1) | Liste der Mitglieder |
| 6. Juni 1920       | 13,9 % | 62 Sitze   | Liste der Mitglieder |
| 4. Mai 1924        | 09,2 % | 45 Sitze   | Liste der Mitglieder |
| 7. Dezember 1924   | 10,1 % | 51 Sitze   | Liste der Mitglieder |
| 20. Mai 1928       | 08,7 % | 45 Sitze   | Liste der Mitglieder |
| 14. September 1930 | 04,7 % | 30 Sitze   | Liste der Mitglieder |
| 31. Juli 1932      | 01,2 % | 07 Sitze   | Liste der Mitglieder |
| 6. November 1932   | 01,9 % | 11 Sitze   | Liste der Mitglieder |
| 5. März 1933       | 01,1 % | 02 Sitze   | Liste der Mitglieder |

1) Dazu kommen drei Sitze aus Gemeinschaftslisten mit der DDP (WK 21) bzw. der DNVP (WKe 18, 22, 36)
Bei der Reichspräsidentenwahl 1925 erhielt DVP-Kandidat Karl Jarres 38,8 Prozent im ersten Wahlgang, als Vertreter von DVP, DNVP und Wirtschaftspartei. Im zweiten Wahlgang unterstützte die DVP Paul von Hindenburg, und dies gegen den Zentrumsvertreter Wilhelm Marx.
In den einzelnen Ländern bestanden Landesverbände, in Thüringen war dies die DVP Thüringen.

## Unterstützung in der Presse
Im Gegensatz zur Deutschen Demokratischen Partei, die offen von den großen liberalen Blättern in Berlin (u. a. Vossische Zeitung, Berliner Tageblatt) protegiert wurde, bekam die DVP nur von der Kölnischen Zeitung, der Magdeburgischen Zeitung, der Täglichen Rundschau und der Königsberger Allgemeinen Zeitung Unterstützung. Auch die anderen großen Parteien der beginnenden Weimarer Republik waren medial besser aufgestellt: Die SPD hatte eigene Zeitungen, die Ideen des Zentrums wurden von den katholischen Blättern befördert, und die DNVP hatte Hugenbergs Meinungsimperium im Rücken.

## Finanzen

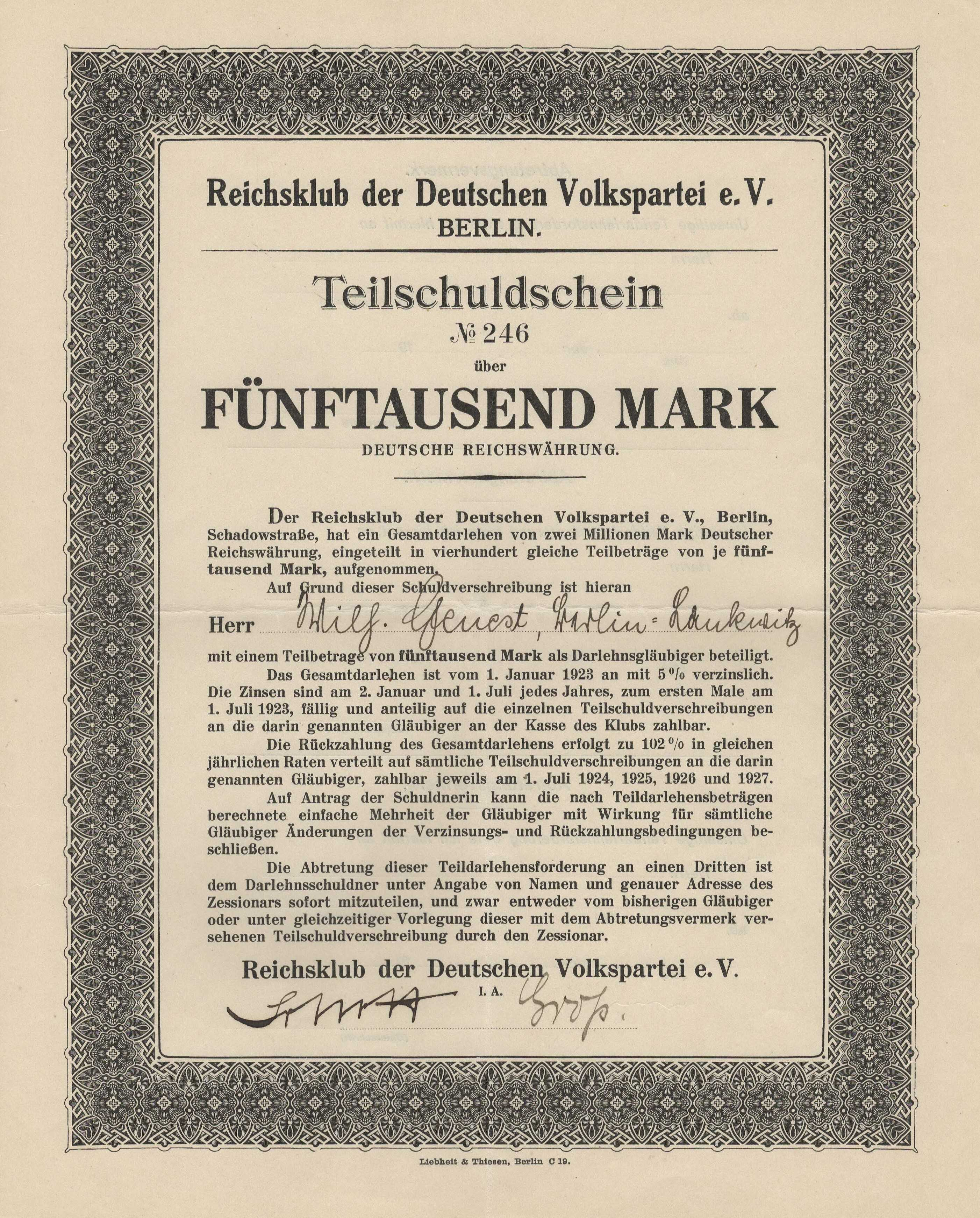
Teilschuldverschreibung über 5000 Mark des Reichsklubs der Deutschen Volkspartei e. V. für das Parteihauses in der Schadowstraße in Berlin von 1923

Auch wenn die DVP als Partei des großen Industriekapitals galt, hatte sie stets mit Finanzproblemen zu kämpfen. Während die DDP sich vor allem in der Anfangszeit der Weimarer Republik vor allem auf Berliner und Hamburger Betriebe stützen konnte, förderte die rheinisch-westfälische Schwerindustrie vor allem die DNVP. Mit Hugo Stinnes und Albert Vögler standen lediglich zwei der großen Wirtschaftsbarone auf Seiten der Volkspartei. Der Tod Stinnes’ und der Parteiaustritt Vöglers, beides 1924, schmälerten die Spendenbasis der DVP erheblich. Kleinere Beträge steuerten der Kali-Verein und die Unternehmen des vom DVP-Politiker Jakob Riesser geleiteten Hansabundes, eines antimonopolistischen wirtschaftspolitischen Interessenverbandes, bei.

## Parteivorsitzende
- 1918–1929 Gustav Stresemann (1878–1929), Reichskanzler und Reichsaußenminister
- 1929–1931 Ernst Scholz (1874–1932), Reichsminister
- 1931–1933 Eduard Dingeldey (1886–1942), Fraktionsvorsitzender, Parteivorsitzender in Hessen

## Bekannte Mitglieder
- Friedrich Bischof (1891–1941), Chemiker und Industrieller
- Heinrich Bömers (1864–1932), Senator in Bremen
- Wilhelm Bünger (1870–1937), sächsischer Ministerpräsident und Richter im Reichstagsbrandprozess
- Julius Curtius (1877–1948), Reichsaußen- und Reichswirtschaftsminister
- Walther Dauch (1874–1943), Kaufmann und Geschäftsführer
- Alexander Graf zu Dohna-Schlodien (1876–1944), Rechtswissenschaftler
- Theodor Eschenburg (1904–1999), Mitarbeiter von Gustav Stresemann, Politikwissenschaftler
- Friedrich Grimm (1888–1959), Jurist und Nationalsozialist
- Carl von Halfern (1873–1937), Oberpräsident von Pommern
- Rudolf Heinze (1865–1928), Reichsjustizminister
- Hanns Jess (1887–1975), Direktor des Bundeskriminalamtes und Präsident des Bundesamts für Verfassungsschutz
- Wilhelm Kahl (1849–1932), Rechtswissenschaftler und Ehrenvorsitzender der Partei
- Wilhelm Kalle (1870–1954), Industrieller
- Gerhard Graf von Kanitz (1885–1949), Reichslandwirtschaftsminister
- Katharina von Kardorff-Oheimb (1879–1962), Reichstagsabgeordnete
- Richard Leutheußer (1867–1945), Ministerpräsident von Thüringen
- Walter Lohmann (1861–1947), Jurist und Politiker
- Friedrich Wilhelm Meister (1870–1946), Vizepräsident des Preußischen Oberverwaltungsgerichts
- Edmund Mezger (1883–1962), Strafrechtler und Kriminologe
- Eduard Mittenzwey (1843–1936), Geheimer Rat und Landgerichtspräsident in Eisenach
- Hans von Raumer (1870–1965), Reichswirtschaftsminister
- Hermann Reincke-Bloch (1867–1929), Ministerpräsident von Mecklenburg-Schwerin
- Karl Riedel (1883–1949), thüringischer Staatsminister
- Karl Sack (1896–1945), Widerstandskämpfer gegen den Nationalsozialismus
- Hans von Seeckt (1866–1936), Reichstagsabgeordneter, Generaloberst, Chef der Heeresleitung der Reichswehr
- Walther Schieck (1874–1946), Ministerpräsident von Sachsen
- Wilhelm Schmieding (1879–1929), Landesdirektor (d. h. Ministerpräsident) von Waldeck
- Emil Georg von Stauß (1877–1942), Bankier
- Hugo Stinnes (1870–1924), Industrieller
- Albert Vögler (1877–1945), Industrieller
- Victor Weidtman (1853–1926), Industrieller und Reichskommissar
- Arthur Zarden (1885–1944), Staatssekretär

## Wirkung auf Parteigründungen 1945
Politiker aus den Reihen der DVP beteiligten sich nach dem Zweiten Weltkrieg an den Gründungen von DP, FDP und CDU.